# Fuente de Neptuno (Barcelona)
La fuente de Neptuno se encuentra en la plaza de la Merced de Barcelona, en el distrito de Ciudad Vieja. Fue creada en 1826 por Adrià Ferran, con la ayuda de Celdoni Guixà. 

## Historia y descripción
Esta fuente, encargada a Adrià Ferran por la Junta de Obras del Puerto de Barcelona, estuvo situada inicialmente en el Muelle de la Riba —o del Rebaix—, en la Barceloneta, donde fue inaugurada el 14 de abril de 1826. Una inscripción al pie de la fuente hacía constar que había sido erigida en honor al rey Fernando VII, así como en adorno de la ciudad y para comodidad de los navegantes. Adrià Ferran se encargó de la imagen del dios del mar, y unos años más tarde Celdoni Guixà realizó las esfinges situadas a sus pies. Una maqueta de esta obra se conserva en el Museo de Historia de Barcelona.
En 1919, a causa de una remodelación del puerto, la fuente fue trasladada a los Jardines de Laribal, en Montjuic. Sin embargo, la construcción de la Fundación Miró en 1975 obligó a trasladarla de nuevo y, después de un tiempo guardada en un almacén municipal, en 1983 fue colocada en la plaza de la Merced, frente a la basílica homónima, en el espacio dejado por un grupo de casas que habían sido derribadas. Antes de su colocación fue restaurada, y se colocó en el centro de un estanque, con un nuevo basamento diseñado por los arquitectos municipales Rosa Maria Clotet, Ramon Sanabria y Pere Casajoana. Se le añadió también una placa con la especificación de sus ubicaciones anteriores, y el conjunto fue inaugurado el 6 de febrero de 1983. Hubo cierta polémica por la protesta de unos concejales de Convergència i Unió, que criticaron la colocación de un dios pagano frente a un templo católico.
La estatua del dios del mar se encuentra sentada sobre una roca, sosteniendo un tridente, en lo alto de un pedestal en cuya base se hallan cuatro figuras de esfinges, situadas sobre un basamento de forma poliédrica de donde salen unos chorros de agua que caen sobre el estanque. El estilo empleado es el neoclásico de la época, aunque sin la majestuosidad de otras figuras dedicadas al dios marino, como las de Madrid o Roma; en cambio, la actitud del dios es a la vez protectora del tráfico marino y un tanto inquieta, inestable, como si le molestase el ambiente mundano y estuviese a punto de retirarse a sus dominios acuáticos.
En Barcelona existió otra fuente de Neptuno, situada junto a la Aduana, en la ubicación de la actual Estación de Francia. Realizada en 1784, fue obra de Joan Enrich; en 1877 fue desmontada. Otra fuente de Neptuno, obra de Nicolau Travé, se encuentra en el patio del palacio de la Lonja de Barcelona.